# Milton Fowler Gregg
Milton Fowler Gregg VC PC OC CBE MC (* 10. April 1892 in Mountain Dale, New Brunswick; † 13. März 1978 in Fredericton, New Brunswick) war ein kanadischer Offizier und Politiker der Liberalen Partei Kanadas, der Minister im  16. kanadischen Kabinett von Premierminister William Lyon Mackenzie King sowie im 17. Kabinett von Premierminister Louis Saint-Laurent war.

## Leben

### Offizier im Ersten und Zweiten Weltkrieg und Universitätspräsident
Gregg absolvierte nach dem Schulbesuch ein Studium, das er mit einem Master of Arts (M.A.) abschloss. Während des Ersten Weltkrieges leistete er zwischen 1914 und 1918 seinen Militärdienst in der Canadian Army und wurde zuletzt zum Major befördert. Für seine Tapferkeit wurde ihm am 28. März 1918 das Victoria-Kreuz verliehen.
Später war Fowler, dem auch ein Doctor of Civil Laws (D.C.L.) verliehen wurde, zwischen dem 13. Februar 1934 und 1944 Sergeant-at-Arms des Parlaments von Kanada und damit zuständiger Vertreter der Hausgewalt im Parlament. Zugleich wurde er im Zweiten Weltkrieg wieder in den aktiven Militärdienst der Canadian Army versetzt und wurde zuletzt zum Brigadegeneral befördert. Für seine Verdienste wurde er Kommandeur des Order of the British Empire sowie Träger des Military Cross.
Nach Beendigung seiner Tätigkeit als Sergat-Arms wurde er 1944 Nachfolger von Norman MacKenzie Präsident der University of New Brunswick (UNB) und verblieb bis zu seiner Ablösung durch A. Foster Baird 1947 in diesem Amt.

### Bundesminister und Unterhausabgeordneter
Nach Kriegsende wurde Gregg von Premierminister William Lyon Mackenzie King am 2. Februar 1947 als Fischereiminister in das 16. Kabinett Kanadas berufen. Kurz darauf wurde er auch als Kandidat der Liberalen Partei am 20. Oktober 1947 bei einer Nachwahl in dem in New Brunswick gelegenen Wahlkreis York-Sunbury erstmals zum Mitglied des Unterhauses gewählt und gehörte diesem bis zu seiner Niederlage bei der Unterhauswahl am 10. Juni 1957 an.
Im Rahmen einer Kabinettsumbildung übernahm er am 19. Januar 1948 das Amt des Ministers für Veteranenangelegenheiten und übte dieses Amt auch in dem am 15. November 1948 von Premierminister Louis Saint-Laurent gebildeten 17. kanadischen Kabinett aus. Im Zuge einer weiteren Regierungsumbildung wurde er am 7. August 1950 Arbeitsminister und behielt dieses Ministeramt bis zum Ende von Saint-Laurents Amtszeit am 20. Juni 1957 aus.
Für seine langjährigen Verdienste im Militär und öffentlichen Dienst wurde Gregg am 22. Dezember 1967 das Offizierskreuz des Order of Canada (OC) verliehen.